# Vol. IV (álbum)
Vol. IV, es el cuarto álbum de estudio del grupo mexicano de rap, Cartel de Santa. Fue lanzado después de que Babo saliera de la cárcel por homicidio. Gran parte del disco fue escrito dentro la cárcel y al salir, algunas canciones fueron descartadas para no darle "sonido a cárcel". 
El álbum, en palabras de Babo, iba a ser grabado en la cárcel con presos que conoció y que rapeaban y quería hacer el mejor disco de Gangsta rap de todos los tiempos pero las leyes mexicanas se lo prohibieron.
Además, Babo y Babilonia Music grabaron el disco completamente gratis para Sony Music ya que estos lo apoyaron para pagar la fianza.

## Lista de canciones
| N.º | Título                                        | Duración |  |
| 1.  | «Babo regresa»                                | 3:02     |  |
| 2.  | «Cuando babo zumba»                           | 3:47     |  |
| 3.  | «El cabrón»                                   | 3:59     |  |
| 4.  | «Filosofía rítmica»                           | 2:57     |  |
| 5.  | «Brillo humillo»                              | 4:16     |  |
| 6.  | «Puro Cartel pa’ arriba» (ft. Mery Dee)       | 3:56     |  |
| 7.  | «De México el auténtico»                      | 3:16     |  |
| 8.  | «Hay mamita»                                  | 3:27     |  |
| 9.  | «Vato sencillo»                               | 3:03     |  |
| 10. | «Esa nena mueve el culo»                      | 3:07     |  |
| 11. | «Por atrás»                                   | 2:29     |  |
| 12. | «Siente los graves» (ft. El Rapero Fracasado) | 3:29     |  |
| 13. | «Cosas de la vida»                            | 3:19     |  |

- Datos: Q6164580